# Веле (Уоллис и Футуна)
Веле (уолл. Vele) — деревня в округе Ало на юго-востоке острова Футуна, Уоллис и Футуна.
Близ деревни находится единственный на острове аэропорт — Пуант-Веле, построенный в 1968 году. Он соединяет острова Увеа и Футуна.

## Население
3 октября 1996 года в Веле жили 287 человек. На 22 июля 2003 года население составило 303 человека.
По информации переписи населения 2008 года, 21 июля 2008 года население деревни составляло 280 человек.
Согласно переписи населения 2018 года, в деревне жили 209 человек.
| Год  | Численность | Численность |
| ---- | ----------- | ----------- |
| 1996 | 287         |             |
| 2003 | 303         |             |
| 2008 | 280         |             |
| 2018 | 209         |             |